# Thüringer

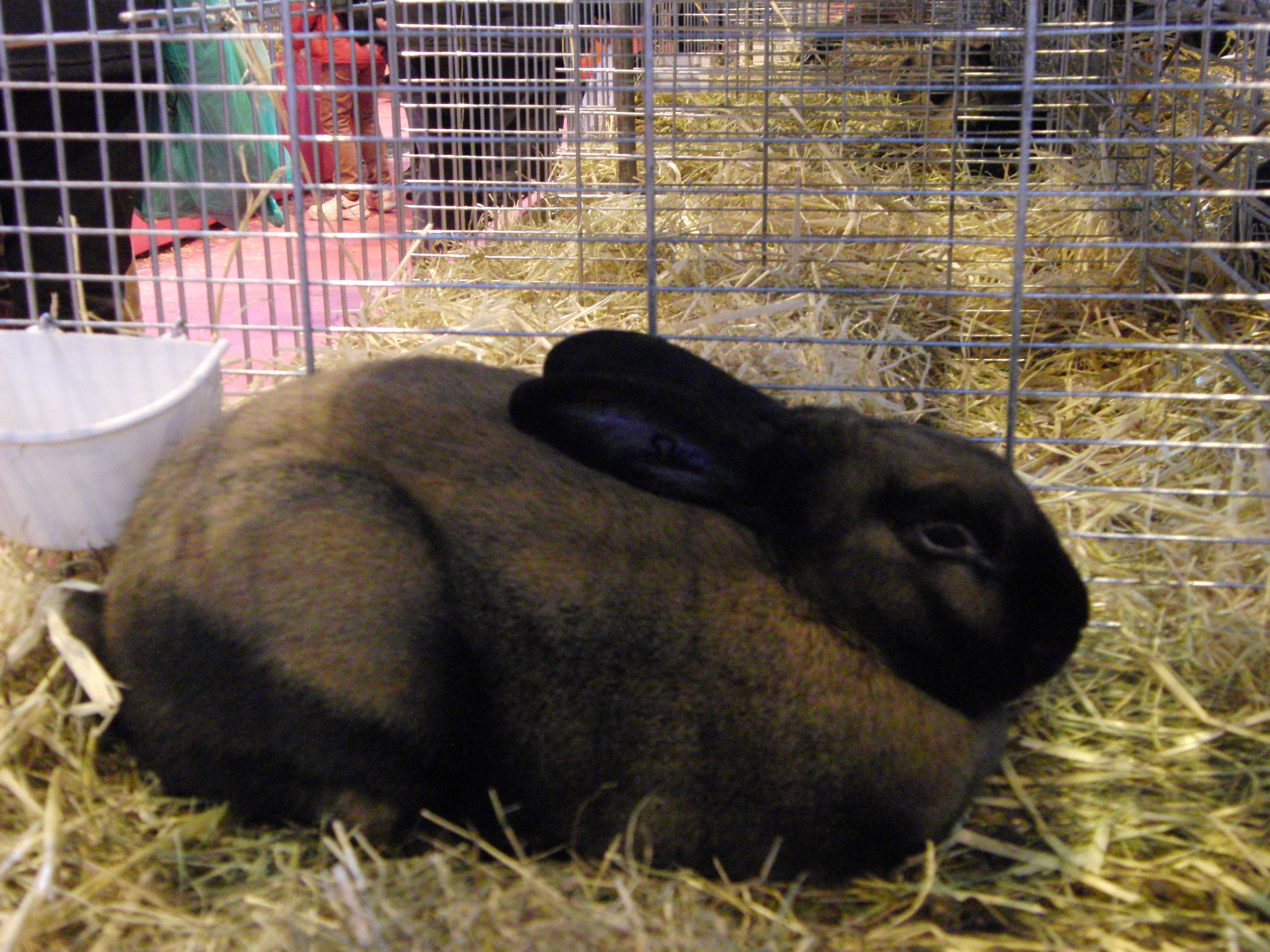
Thüringer

De thüringer is een Duits konijnenras. Het is afkomstig uit het dorp Waltershausen, dat in het Thüringer Wald in het district Gotha in Duitsland ligt. Het ras werd daar aan het einde van de 19e eeuw ontwikkeld door een onderwijzer genaamd David Gärtner, een fokker die zich voornamelijk bezighield met het fokken van kleine rassen als de klein zilver en de rus.